# Crivadiatherium
Crivadiatherium — вимерлий рід Palaeoamasiidae, викопні рештки якого — зуби та фрагменти нижньої щелепи — були виявлені на місці Крівадія в западині Хацег, Румунія. Вік Крівадії невідомий, але, здається, коливається від пізнього еоцену до раннього олігоцену. Зуби Crivadiatherium, порівняно з зубами таких його родичів, як Palaeoamasia з Туреччини та Arsinoitherium з Єгипту, мають більш примітивні риси, з нижніми молярами без часток і меншою кількістю білофодонтів. Кривадіатерій жив в озерних середовищах, можливо, харчуючись абразивними рослинами.